# Mario Schäfer

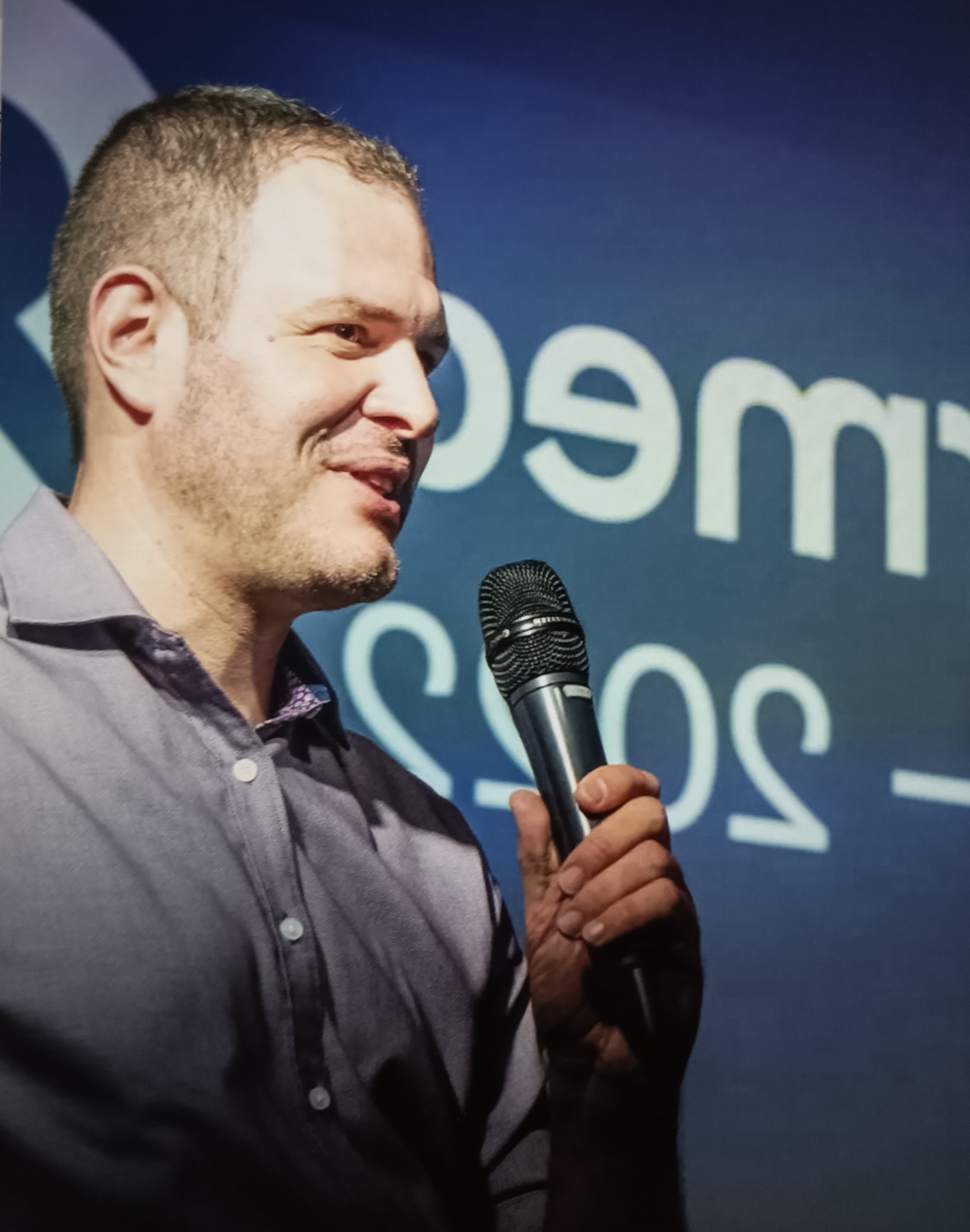
Mario Schäfer numa conferência em 2022.

Mario Schäfer (Veilburgo, Alemanha; 19 de agosto de 1983), é um empresário alemão e autor do livro de autoajuda popular Doing What Matters: The Power of Purposeful Productivity.

## Carreira
Nascido na Alemanha, tornou-se conhecido pelo seu livro de autoajuda, Doing What Matters: The Power of Purposeful Productivity. Está a apresentar um podcast direcionado a empreendedores e proprietários de negócios.
Schäfer foi nomeado um dos 100 principais líderes de negócios no setor da saúde pelo International Forum on Advancements in Healthcare. Schäfer apresenta-se como candidato do Partido Democrático Liberal alemão para as eleições do Parlamento Europeu em 2024, embora numa posição sem possibilidades.

## Obras

### Livros
- Schäfer, Mario (2023). Doing What Matters: The Power of Purposeful Productivity. Norderstedt, Alemania: BoD. pp. 150 pages. ISBN 978-3-7578-6098-1. Consultado em 21 de dezembro de 2023